# Morti nel 62
| Questa pagina contiene informazioni ricavate automaticamente dalle voci biografiche con l'ausilio del template Bio e di un bot. L'aggiornamento è periodico e automatico e ricostruisce completamente la pagina. Se manca una persona in questa lista, sei pregato di non aggiungerla, ma accertati piuttosto che la sua voce biografica contenga il template Bio e che i dati anagrafici siano correttamente compilati. Se il template Bio manca, inseriscilo tu stesso o, in alternativa, metti l'avviso {{tmp\|Bio}} che ne segnala la mancanza. Se i dati riportati sono sbagliati, correggi direttamente la voce biografica; le modifiche saranno visibili in questa lista entro pochi giorni. Per chiarimenti vedi il progetto biografie. La lista contiene solo le 7 persone che sono citate nell'enciclopedia e per le quali è stato implementato correttamente il template Bio. Pagina aggiornata al 27 gen 2025. |

- 8 giugno - Claudia Ottavia, imperatrice romana (n. 40)
- 24 novembre - Aulo Persio Flacco, poeta romano (n. 34)
- Sesto Afranio Burro, politico romano (n. 1)
- Fausto Cornelio Silla Felice, politico romano (n. 22)
- Giacomo il Minore
- Giacomo il Giusto, vescovo e santo ebreo antico
- Pallante